# Pachygnathma lyces
Pachygnathma lyces là một loài bướm đêm trong họ Noctuidae.